# Kryolipolýza
Kryolipolýza je nechirurgické neboli neinvazivní ošetření zaměřené na redukci podkožního tuku a zmírnění projevů celulity. Patentovaný způsob přístrojového narušení obalu buněk podkožního tuku. Patent vlastní americká firma Zeltiq, která dodává přístroje pro kryolipolýzu kosmetickým salonům a lázeňským zařízením.
Metoda vychází z poznatku, že tukové buňky jsou na chlad citlivější než buňky jiné. Cílené ochlazení podkožního tuku způsobí narušení obalu tukových buněk a tím jejich poškození. Pomocí přirozeného buněčného procesu, apoptózy, dojde ke zničení takové narušené buňky a ta je poté pomocí lymfatického systému z těla odvedena. Aplikace je vhodná na oblasti lipomatóz (lokálního nahromadění tuku do tukových boulí), technika není redukční kúra.
Vlastní zákrok spočívá v kontaktu s plochou, která je pomocí Peltierových článků ochlazována až na teplotu −10 °C. Kůže je přitom proti chladu chráněna membránou nebo jinou účinnou metodou. Rozlišujeme aplikace přiložením chladicích destiček a vakuovou, při které dochází k nasátí ošetřované oblasti do hlavice přístroje. Vakuová technika vykazuje lepší účinek a nižší riziko prochladnutí vnitřních orgánů.

## Etymologie
Název vznikl spojením tří řeckých slov: kryo (κρυο) znamená mráz nebo chlad, lipos (Λίπος) je tuk, tučný a lysis (λυσησ) znamená rozpad, rozpouštění. Kryolipolýzu jako registrovanou ochrannou známku má ve vlastnictví americká firma Zeltiq, která si ochránila názvy cryolipolysis™ a CoolSculpting™ a dodává přístroje pro kryolipolýzu kosmetickým salonům a různým lázeňským zařízením.

## Historie
Technika se objevila poprvé v roce 2009. Vyšla z principů studie lékařů Massachusettské všeobecné nemocnice z roku 2008, kdy doktoři Manstein a Anderson poukazovali na fakt, že tuk je citlivější na chlad než okolní tkáně. Z obchodního hlediska se kryolipolýza rychle stala profitabilní službou. Po své certifikaci Federálním úřadem pro kontrolu léčiv v USA a po obdržení evropského certifikátu CE se rychle rozšířila do Evropy i do celého světa. Aplikace pro klienty pohybují i v mnohatisícových částkách, výrazným nákladem pro poskytovatele na počátku je pořízení přístroje od firmy Zeltiq, případně od dalších držitelů licence.

## Současnost
Protože technika se objevila poprvé v roce 2009, je zatím málo poznatků o vedlejších účincích. Tukové buňky nemáme jen v podkoží, ale třeba v krvi, jako krevní lipidy. Jejich chladová přeměna by mohla způsobit nebezpečné komplikace. Podchlazení by mohlo také např. vyvolat poškození periferních nervů, které se projeví až s odstupem. Většina odborných studií byla prováděna na zvířatech (např. vepřích ) a dlouhodobě výsledky na lidské populaci zatím nejsou známy. Metoda je však schválena americkým úřadem pro kontrolu léčiv a potravin FDA.
Kontraindikace pro užití této metody jsou zejména u rizikových skupin, a to v těchto případech onemocnění: onkologická léčba, epilepsie, silná antidepresiva, těhotenství a kojení, vážná onemocnění srdce, ledvin, jater, oběhové soustavy závažná kožní a infekční onemocnění, trombóza, léky na ředění krve, ateroskleróza, krvácivé stavy, cirhóza jater, diabetes s léčbou inzulínem, implantáty z kovu v těle v místě ošetření. Také se nedoporučuje při menstruaci a ani při extrémní obezitě.
V současné době existují dva typy přístrojů: přímé a nepřímé. Nepřímá kryolipolýza využívá podtlaku a před zmražením nasaje tukový polštář, na který se následně působí mrazem. Je tak omezeno riziko podchlazení vnitřních orgánů. Nadále přetrvává riziko chladového poškození periferních nervů nebo krevních elementů. Kromě autorizovaných přístrojů (například Cryo Max, Cryolipo, Cool V-7 aj.) existují i neautorizované přístroje, na jejichž výrobu nebyla udělena licence držitelem ochranné známky. Protože ochranná známka se týká pouze názvu, mohou licenci obcházet a techniku označují např. liposukce zmražením apod. Mnohdy jsou takové přístroje přesnou kopií originálů, nemusejí však mít příslušná testování a schválení. Ale i u schválených přístrojů jsou klinické testy zatím jen krátkodobé. Neškodnost metody zdůrazňují zejména provozovatelé. Odborný zahraniční medicínské časopisy udržují k metodě vzhledem k potenciálním rizikům rezervovaný přístup .